# Bitexco Financial Tower
Bitexco Financial Tower (Vietnamita: Tòa nhà Bitexco Financial) es un rascacielos de 262,5 metros de altura y 68 pisos ubicado en Ciudad Ho Chi Minh, Vietnam. Cuando fue completado en 2010, superó al Saigon Trade Center para convertirse en el edificio más alto de Vietnam. El edificio es propiedad de Bitexco Group, una compañía vietnamita. Alberga oficinas, tiendas, un centro de entretenimiento y un centro comercial. Es el segundo edificio más alto de Vietnam, después de la Keangnam Hanoi Landmark Tower de Hanói.
El edificio fue oficialmente inaugurado el 31 de octubre de 2010. En 2013, la CNN nombró la Bitexco Financial Tower como uno de los 25 iconos de la construcción de grandes rascacielos. En 2015, Thrillist.com consideró el edificio como el segundo rascacielos más atractivo del mundo.

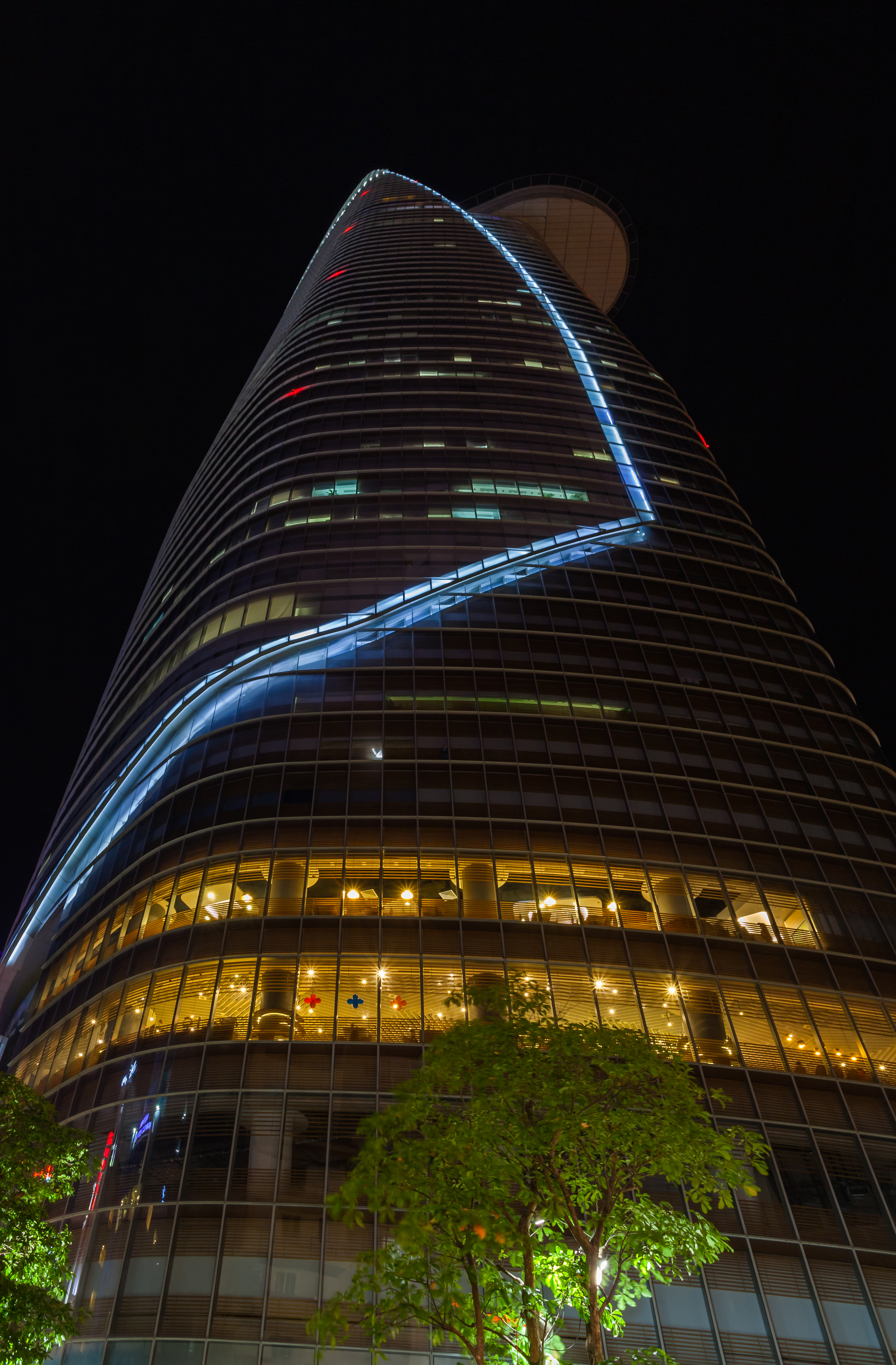
Vista nocturna desde la base.